# 吉田寛 (1927年生の会計学者)
吉田 寛（よしだ ひろし、1927年11月6日 - 2023年5月14日）は、日本の会計学者、兵庫県立大学名誉教授。

## 略歴
大阪市生まれ。1949年兵庫県立神戸経済専門学校（現・兵庫県立大学）卒業 （西洋経済史専攻）。1956年同志社大学商学部卒業（会計学専攻）、1958年神戸大学大学院経営学研究科修士課程修了、大分大学経済学部専任講師（会計学）、1960年兵庫県立神戸商科大学商経学部専任講師、1962年助教授、1968年教授。1988年神戸商科大学を退任、名誉教授、流通科学大学商学部教授、1992年商学部長、1996年九州産業大学経営学部教授。
1966年日本会計研究学会賞受賞（受賞論文「会計における集合と同質性」『会計』1965年12月号）、シアトルのワシントン大学客員助教授、1970年「企業会計の基礎理論に関する情報論的研究」で経営学博士（神戸大学）。1974年カリフォルニア大学バークレー校研究員。1975年『会計理論の基礎』で日経・経済図書文化賞受賞。
1976年日本会計研究学会理事、1998年国際公会計学会を設立、会長を務め名誉会長。

## 著書
- 『近代会計の構造』中央経済社 1963
- 『会計情報の理論』日本経営出版会 1968
- 『会計理論の基礎』森山書店 1974
- 『会計学・研究ノート 現代の会計を考える』中央経済社 1977
- 『制度会計論』税務経理協会 1977
- 『インフレーションと会計』税務経理協会 1978
- 『社会責任 会計学的考察』国元書房 1978
- 『地方自治と会計責任』税務経理協会 1980
- 『地域産業活性化の構図』中央法規出版 1983
- 『会計学総説』中央経済社 1984
- 『会計原理』中央経済社 1991
- 『地域産業論』税務経理協会 1991
- 『政府・地方自治体と公企業の会計』森山書店 1993
- 『花に嵐の舞う如し』武蔵野書房 1999
- 『無限』五行詩彩 コンパクト詩歌集 2001
- 『基本会計学』税務経理協会 2002
- 『サバイバル・ゲームの心理学』菁柿堂新書 2012

### 共編著
- 『簿記学講義』高松和男共編 青林書院新社 青林講義シリーズ 1971
- 『国際会計概説』隅田一豊共編著 税務経理協会 1982
- 『国際会計要説』隅田一豊共編著 税務経理協会 1984
- 『都市情報化と地域産業』加藤恵正、今木秀和、瓦田太賀四共著 千倉書房 1985
- 『環境変動と会計情報戦略』編著 税務経理協会 1987
- 『情報都市の創造 都市活性化の条件』編 中央経済社 1988
- 『公会計の基本問題』原田富士雄共編 森山書店 1989
- 『グローバル経営会計論』柴健次共編著 税務経理協会 1997
- 『日中会計モデルの比較研究 市場経済の進化と会計パラダイムの転換』于玉林共監修 昆誠一,田昆儒編 税務経理協会 2001
- 『公務員・実務家のための公会計・監査用語辞典』国際公会計学会監修 隅田一豊,筆谷勇共編集代表 ぎょうせい 2002

### 翻訳
- ワルプ『資金会計論』宮本匡章共訳 中央経済社 1962
- ジョージ・M.スコット『時価会計:測定と効用』監訳 税務経理協会 1980